# Барьяза
Барьяза (баш. Барьяҙы) — село в Калтасинском районе Республики Башкортостан Российской Федерации. Входит в состав Калмиябашевского сельсовета. 

## География

### Географическое положение
Расстояние до:
- районного центра (Калтасы): 21 км,
- центра сельсовета (Калмиябаш): 5 км,
- ближайшей ж/д станции (Янаул): 62 км.

## Население
| 2002 | 2009 | 2010 |
| ---- | ---- | ---- |
| 52   | ↘43  | ↗53  |

### Национальный состав
Согласно переписи 2002 года, преобладающие национальности — русские (63 %), марийцы (33 %).

## Известные уроженцы
- Сайгин, Иван Андреевич (1906—1987) — советский учёный в области молочного коневодства и кумысоделия. Доктор сельскохозяйственных наук.